# Monumenta musicae sacrae
Monumenta musicae sacrae (frz. Untertitel: collection de manuscrits et d’études) ist eine Sammlung von Manuskripten und Studien zu Denkmälern der geistlichen Musik, die von dem Benediktiner Dom René-Jean Hesbert herausgegeben wurde und die in Mâcon (Imprimerie Protat Frères) und ab Band III in Rouen seit 1952 erschien.

## Inhaltsübersicht
- I (1952), Le prosaire de la Sainte-Chapelle: manuscrit du chapitre de Saint-Nicolas de Bari (um 1250)
- II (1954), Les manuscrits musicaux de Jumièges (10.–15. Jhd.)
- III (1961), Le prosaire d’Aix-la-Chapelle (Ms. 13 des Domstifts Aachen, Anfang 13. Jhd.)